# 幸せよ、この指にとまれ
「幸せよ、この指にとまれ」（しあわせよ、このゆびにとまれ）は、エレファントカシマシの39枚目のシングル。

## 内容
- 前作より1年2か月ぶりとなるリリース。
- 初回限定盤、通常盤の2タイプリリース。初回限定盤は2010年1月に行われた新春ライブからセレクトしたボーナスCD、PV2曲を収録したDVD付き3枚組。また、ダブル表紙スペシャルパッケージ仕様となっている。

## 収録曲
1. 幸せよ、この指にとまれ (4:33)
（作詞:宮本浩次　作曲・編曲：宮本浩次・蔦谷好位置）
NTT東日本「地域ICT：遠隔健康相談システム」CMソング
中京テレビ・日本テレビ系『フットンダ』2010年5月度エンディング・テーマ
2. 赤き空よ! (5:05)
（作詞・作曲：宮本浩次　編曲:宮本浩次・蔦谷好位置）
三菱自動車 デリカD：5 「かけがえのない10年へ」篇CMソング
3. 幸せよ、この指にとまれ - instrumental (4:31)
4. 赤き空よ! - instrumental (5:00)

### 初回盤ボーナスCD「新春ライブセレクションLIVE CD」
- 2010年1月8,9日 渋谷C.C.Lemonホール公演、1月11日 大阪厚生年金会館大ホール公演よりダイジェスト収録。収録時間約49分。1トラック仕様。

1. Sky is blue
2. 絆（きづな）
3. ハナウタ〜遠い昔からの物語〜
4. 幸せよ、この指にとまれ
5. 赤き空よ!
6. 俺たちの明日
7. 地元のダンナ
8. 翳りゆく部屋
9. 桜の花、舞い上がる道を
10. 待つ男

## 初回特典DVD
- 幸せよ、この指にとまれ (Music Video)
- 赤き空よ! (Music Video)